# Sedrenn
Sedrenn est un groupe de musique celtique franco-grec. 
Fondé en 1994 par les deux harpistes-chanteuses Christine Mérienne et Elisa Vellianiti. Leur musique mélange différents styles, musique traditionnelle celtique, jazz, tango...

## Historique
Elisa Vellaniti, née à Corfou, étudie la harpe pour s'accompagner au chant. Lors d'un stage de harpe à Fouesnant en 1994, elle rencontre Christine Mérienne, lauréate du festival de harpe de Dinan. Cette dernière a commencé l’apprentissage de la harpe à huit ans, à l'école de musique de Verrières-le-Buisson. Toutes deux venues en Bretagne à cause de la harpe, elles décident dès leur rencontre de former un duo.
Le duo Sedrenn se caractérise par une approche de la musique très libre, par exemple par l’ajout d’une couleur méditerranéenne, et son absence de complexes dans la façon de jouer[pas clair].

## Membres
- Christine Mérienne: harpe celtique, chant
- Elisa Vellianiti: harpe celtique, chant
- Arnaud Rüest: guitare

## Discographie
- 1996 : Chemin faisant... (Keltia Musique)
- 1999 : De l'autre côté (Keltia Musique)